# Metropolitan Railway

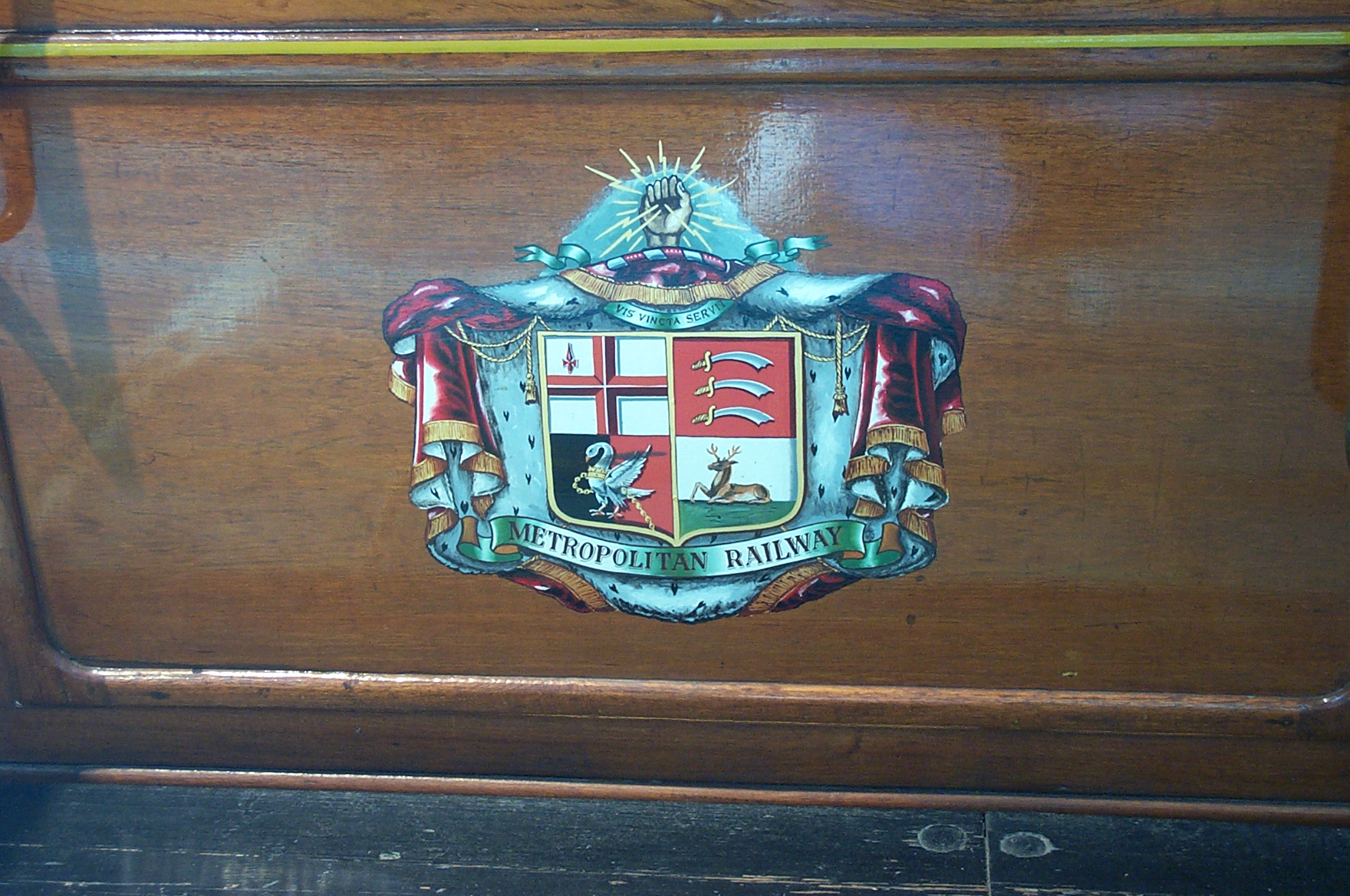
A Metropolitan Railway címere

A Metropolitan Railway a londoni metró első vonala volt, építését az 1860-as években kezdték el.

## Története
Az ipari forradalom Londont a 19. század legnagyobb városává tette, s ez számos vasútvonal megépítését tette szükségessé. 1850-re Londonban hét vasúti végállomás is épült: a London Bridge, a Euston, a Paddington, a King’s Cross, a Shoreditch, a Waterloo és a Fenchurch Street. Ezek közül csak a Fenchurch Streeti pályaudvar volt magában a Cityben. London ez idő tájban óriási közlekedési problémákkal küzdött - ennek egyik oka az volt, hogy a vasúttal Londonba utazóknak a városon belüli célállomásuk eléréséhez omnibuszt vagy fiákert kellett igénybe venniük.
A pályaudvarok és a City földalatti vasúttal való összeköttetésének ötlete először az 1830-as években merült fel, ám csak az 1850-es években kezdtek vele komolyabban is foglalkozni. Charles Pearson londoni ügyvéd több földalatti változatát is felkarolta. Az egyik kivitelezésére 1852-ben megalapította a City Terminus Companyt, azonban sem az angol Parlament, sem a City nem kívánta a vállalkozását támogatni. Egy másik cég, a Bayswater, Paddington and Holborn Bridge Railway Company már nagyobb sikerrel járt. 1853 januárjában megtartották az első közgyűlésüket, amely során John Fowlert nevezték ki a társaság főmérnökévé. A társaság által kezdeményezett North Metropolitan Railway tervezetre 1853 nyarán adta támogatását az angol parlament. A cég hamarosan megvásárolta a City Terminus Companyt és megállapodott a Great Western Railwayjel, hogy a vasúttársaság is beszáll a földalatti finanszírozásába, amennyiben az megállót épít a GWR tulajdonában található Paddigton pályaudvaron is. 1854-ben az angol Parlament törvényben hagyta jóvá a Paddington és a Farrington Street közötti földalatti építését. A vonal érintette a King's Cross állomást is, a neve pedig Metropolitan Railway lett. Az építkezés végül 1860 februárjában kezdődött el, amikorra is Pearson sikeresen meggyőzte a Cityt arról, hogy támogassa a tervet.
A vonal építése számos nehézséggel járt. Fowler kéregvasút-építési módszere észak-Londonban állandó forgalmi dugókat okozott, és 1862 júniusában a Fleet-csatorna elárasztotta és beomlasztotta az alagutat. A felszínen számos épületet kellett lebontani, de végül 1863. január 10-én a közönség előtt is megnyílt az új földalatti vasút. Az első pár hónap alatt átlagosan napi 26 500 utazott rajta. Ezt már sajnos Charles Pearson nem érte meg, mert még az átadás előtt, 1862 szeptemberében elhunyt. Állhatatos munkájának köszönhetően a Metropolitan Railway volt a londoni földalatti-rendszer első, és nem az utolsó vonala.
A földalatti a kezdetekben a GWR széles nyomtávú szerelvényeit használta. 1863 augusztusára azonban a két cég annyira összeveszett, hogy a Metropolitan Railwayre maradt a vágányok és a szerelvények üzemeltetése. A Great Northern Railway segítségével hagyományos nyomtávra álltak át; a széles nyomtávú vágányokat 1869-ben felszedték.